# Conservación ambiental

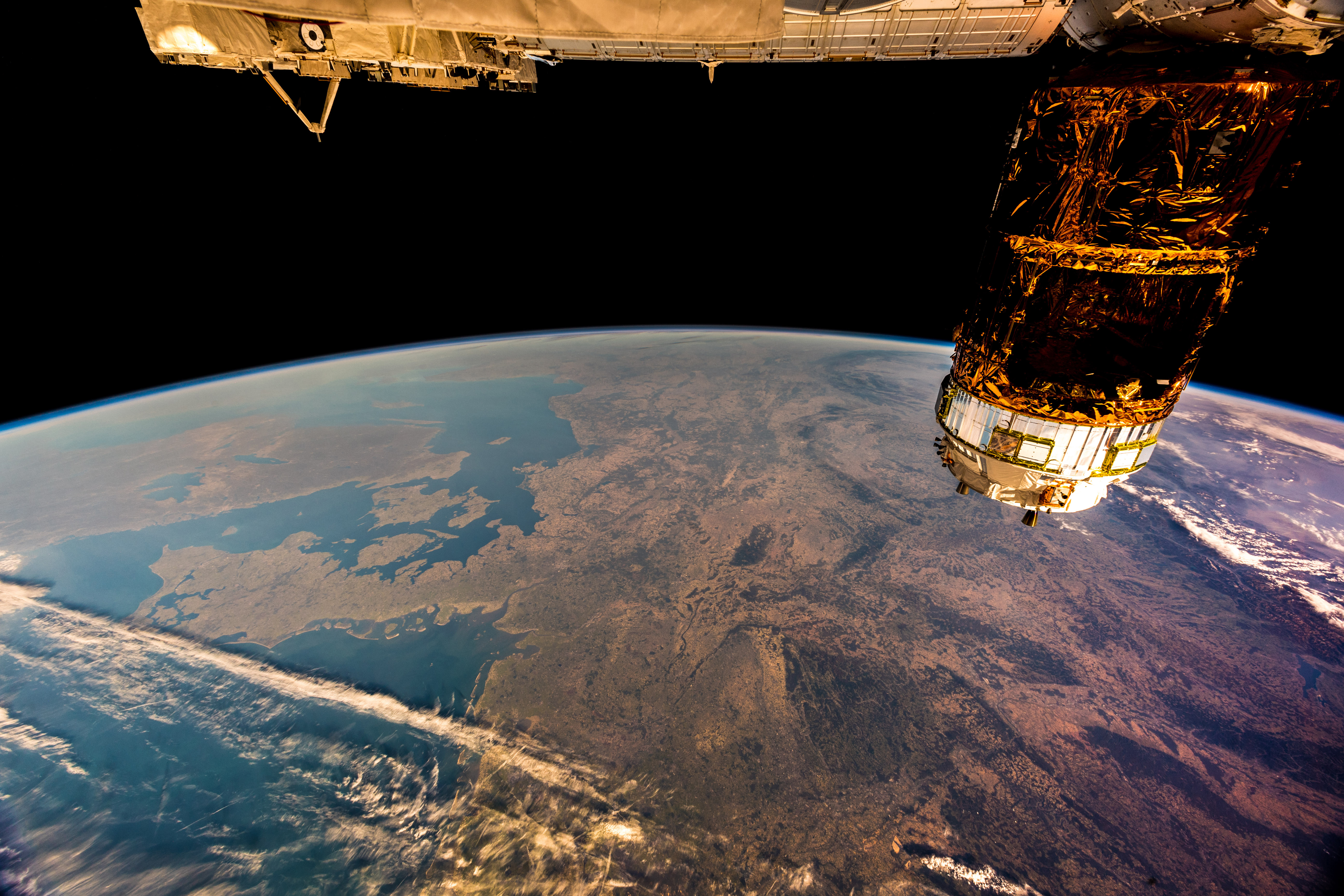
Deforestación en Europa

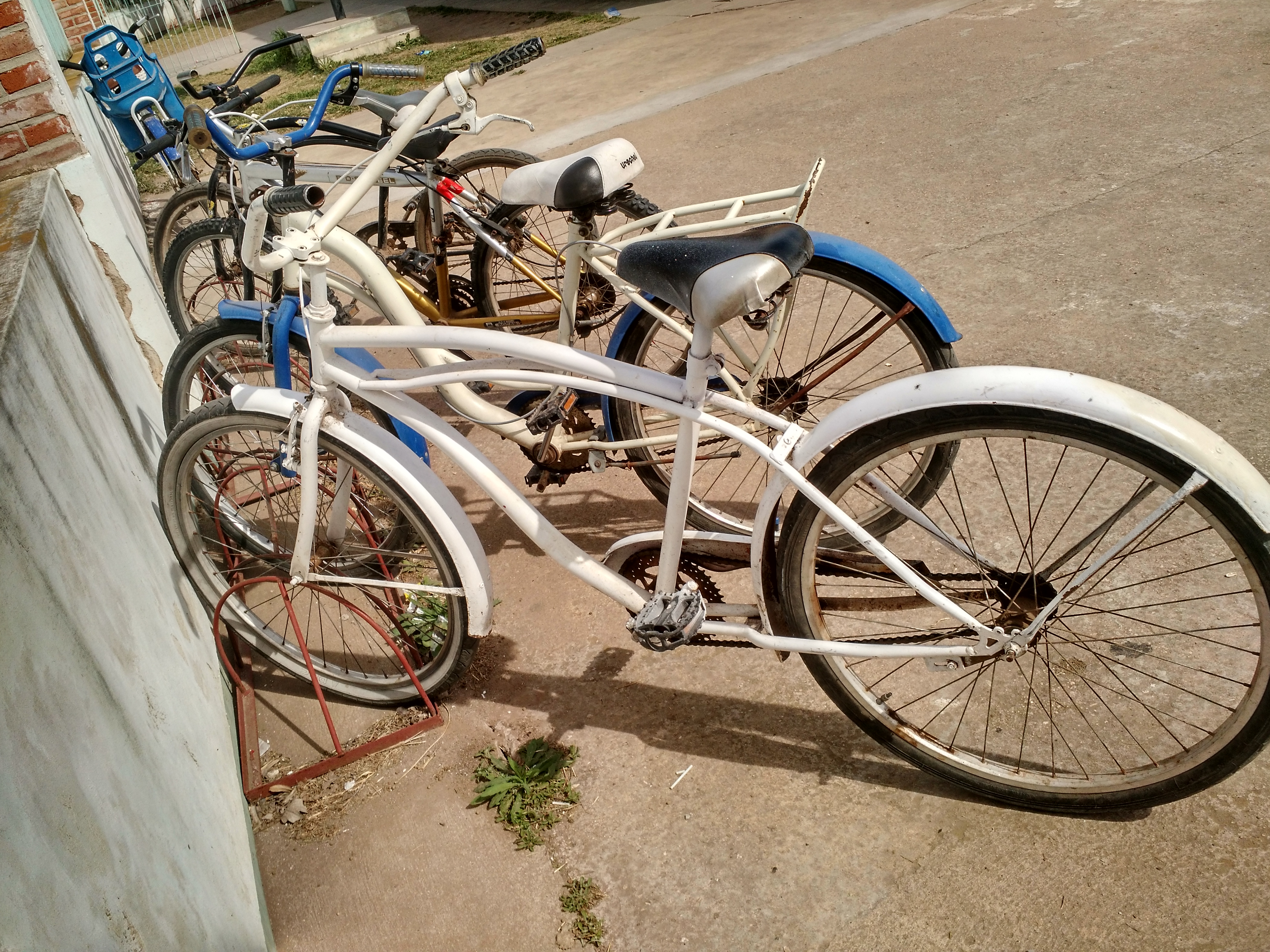
Reducción de vehículos en Bernardo Larroudé, La Pampa, Argentina.

Los términos conservación ambiental, conservación de las especies, conservación de la naturaleza y protección de la naturaleza son algunos de los nombres con los que se conoce el objetivo común de las distintas formas de preservación de la naturaleza, el medio ambiente o, sobre todo, algunas de sus partes: la flora y la fauna, las distintas especies, los distintos ecosistemas, valores paisajísticos, entre otros. 

## La conservación ambiental es una necesidad
La conservación ambiental es una necesidad ante la cantidad de problemas ambientales que están afectando la salud de toda la humanidad. Y en consecuencia la destrucción del único hogar como el planeta. Esta conservación del medio ambiente y todos sus recursos naturales, debe ser más profunda y verdadera para tratar de minimizar el daño causado por el hombre y buscar despertar esa conciencia humanista que permita poner en práctica medidas de conservación ambiental por un desarrollo sostenible que satisfaga las necesidades presentes sin comprometer las de las generaciones futuras. Es por eso que se han creado movimientos sociales para la conservación.

## Conservacionismo
Con el nombre de conservacionismo se designa al movimiento social que propone esa conservación. Una de sus vertientes es el movimiento ecologista.

## Conservacionismo y ecologismo
Los debates entre conservacionistas y ecologistas se remontan a principios del siglo XX.
Los conservacionistas, liderados por el presidente estadounidense Theodore Roosevelt y su estrecho aliado Gifford Pinchot, señalaron que la mayoría de los recursos naturales en los países occidentales debían pertenecer al gobierno federal y que el mejor curso de acción, argumentaron, era un plan a largo plazo ideado por expertos nacionales para maximizar los beneficios económicos a largo plazo de los recursos naturales.
Los ecologistas, en cambio, liderados por John Muir (1838–1914), quien fue también responsable de definir la posición ecologista en el debate entre el conservacionismo y el ecologismo, predicaban que la naturaleza era sagrada y que los seres humanos serían intrusos. En este sentido, para esta vertiente los humanos podrían mirar pero no explotar a la naturaleza.

## La teoría de Donella Meadows
La doctora Donella Meadows, sirviéndose de sus estudios anteriores sobre tendencias globales, económicas y sociales ayudó a la comunidad científica a comprender el deterioro que en los años 70 todavía era tema de discusión.
Desde el punto de vista del conservacionismo, hoy en día se venden las zonas de la naturaleza sin alterar, los «terrenos vírgenes» como productos que se pueden comprar para obtener beneficios industriales, en los que la industria adquiriría los permisos para construir y acaparar el mercado del país donde compra a través de la inversión de su dinero. Esta inversión se verá reflejada al cabo de unos años después de haber consumido todos los mercados posibles y siguiendo una brecha de compra-venta por otras partes del mundo. Meadows informó que la economía podía estancar el crecimiento natural.

## Interpretación del mundo del conservacionismo
El ser humano, a medida que avanza está destruyendo las pocas y últimas áreas salvajes o naturales que quedan; está extinguiendo especies de plantas y animales; está perdiendo germoplasma valioso de especies y variedades domésticas de plantas y animales; está contaminando el mar, el aire, el suelo y las aguas; y, el medio ambiente en general, viéndose entornos devastados con pérdidas de suelo rico en nutrientes aptos para la reforestación. 

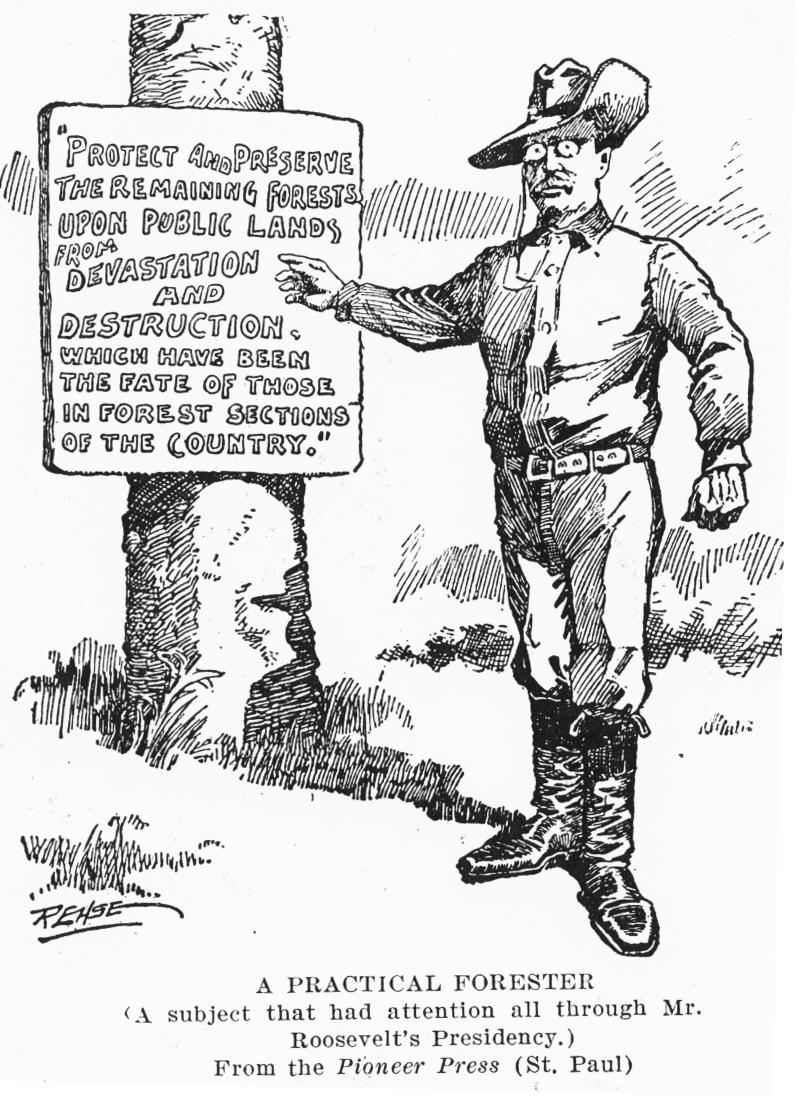
Anuncio acerca de la protección ambiental con una caricatura de Theodore Roosevelt caracterizando a un guardabosques.

 La conservación de la naturaleza se da por razones económicas, científicas, culturales, éticas, sociales y legales:
1. Por razones económicas: el desarrollo con uso razonable de los recursos naturales es más rentable a largo plazo que, por ejemplo, la deforestación en zonas donde se aprovechan los bosques como fuente de materia prima. En este caso, se considera viable la reforestación de las zonas boscosas por parte de las  empresas.
2. Razones científicas de mucho peso justifican la conservación del medio ambiente. La conservación de áreas naturales, con su flora y su fauna, preserva importante material genético para el futuro, ya que todas las especies domésticas derivan de especies silvestres y estas son muy buscadas para renovar genéticamente el ganado y los cultivos actuales. Muchos cultivos son afectados por enfermedades y plagas por debilitamiento genético. El "retrocruce" con especies silvestres les devuelve la resistencia.
3. Muchas áreas deben ser conservadas por razones culturales, con las poblaciones humanas que contienen. En la sierra, en la Amazonia y en otras partes del mundo se han desarrollado grupos humanos con técnicas y manifestaciones culturales de gran importancia, que no deberían desaparecer. Música, danza, idioma, arquitectura, artesanías, restos históricos, etc., son aspectos importantes de la riqueza de un país y forman parte de su patrimonio.
4. Por razones éticas o morales el hombre no tiene derecho a destruir su entorno, ni la biodiversidad. La naturaleza, los recursos naturales, la cultura y en general todo el medio ambiente son patrimonio de una nación y de la humanidad entera. Los recursos naturales y el medio ambiente son patrimonio de la nación donde se sitúan, y el Estado es el encargado de conservar el bien común con la participación de los ciudadanos.
5. Por razones sociales la conservación del medio ambiente también se justifica. El saqueo de los recursos naturales, la contaminación y el deterioro del medio ambiente repercuten en las sociedades humanas en forma de enfermedades, agitación social por el acceso a la tierra, al espacio y a los alimentos; y son generadores de pobreza y crisis económica.
6. Las razones legales que justifican la conservación están en la Constitución Política, en los tratados internacionales y en la legislación.

### Áreas de actuación
La conservación de la naturaleza y de los recursos naturales se enfoca específicamente en tres aspectos:
- Ordenar el espacio y permitir diversas opciones de uso de los recursos.
- Conservar el patrimonio natural, cultural e histórico de cada país.
- Conservar los recursos naturales, base de la producción.

### Medidas individuales para la conservación ambiental
Junto a las políticas que puedan adoptar los gobiernos, los ciudadanos tienen una gran capacidad para colaborar directamente a la conservación ambiental a través de hábitos ecológicos como los siguientes:
1. Evitar el uso de productos no biodegradables o no reciclables.
2. Promover y participar en programas educativo-ambientales en el área de trabajo, ejemplo: reciclaje de papel o evitando la impresión de papeles que no son importantes.
3. Emplear sistemas y tecnologías que produzcan menor deterioro ambiental.
4. Desenchufar los aparatos eléctricos cuando estos no sean utilizados.
5. Conducir menos y utilizar el transporte público. Otra buena opción, es caminar o usar otros medios de transporte que no contaminen, como las bicicletas. En caso de que sea imprescindible salir en el automóvil para ir al trabajo, compártelo con otros compañeros o vecinos.
6. Preguntarse si realmente se necesita un producto, antes de comprarlo. Cualquier consumo que no sea imprescindible es anti-ecológico. En caso de que este artículo sea indispensable, procure adquirir productos que contaminen menos el medio ambiente.
7. Reflexionar antes de arrojar cualquier cosa a la basura y verificar si se puede reutilizar, reciclar, reparar o si puede ser útil para otra persona.
8. No derrochar artículos desechables como: servilletas, pañuelos, papel higiénico, etc…
9. Sustituir los vasos de plástico y cartón, los cuales son desechables, por tazas de cerámica o porcelana o vasos de vidrio que se puedan volver a emplear en otra ocasión.
10. Evitar usar envases de plástico y/o aluminio (latas); en su lugar, utilice recipientes reutilizables o envases retornables.
11. Disminuir la cantidad de impresiones en papel.
12. Cuidar el agua en cualquiera de sus presentaciones. Desde la que usamos en casa, hasta la que observamos en el mar.
13. Almacenar el agua de lluvia y la que suele desperdiciarse en la regadera mientras esperamos su regulación de temperatura.
14. Aprender a elaborar huertos en casa; no importa el tamaño. Así como sembrar plantas con flores para contribuir a la polinización.
15. Aprender a sustituir materiales contaminantes por otros más amables con el medio ambiente.[4]

## Protección ambiental
La protección ambiental, consiste en el conjunto de medidas que se toman a nivel público y privado para cuidar nuestro hábitat natural, preservándolo del deterioro y la contaminación.
Toda persona tiene la obligación de proteger el medio ambiente; pues es el medio en el que se establece, se desarrolla; se reproduce y muere. Para cumplir con la responsabilidad que nos toca como seres humanos, debemos desarrollar medidas y propuestas para mantener la vida humana, así como la vida de la flora y la fauna, pues la protección abarca a todo lo que nos rodea, desde el clima, hasta las plantas, los animales e incluso los aspectos socioculturales que son parte de todo nuestro ambiente. 
No debemos confundir la conservación ambiental con la protección ambiental, son diferentes; la conservación nos habla de cómo podemos prolongar la existencia, pero la protección nos dice cómo poder prevenir el daño y con ello la extinción.

### Protección a la flora y fauna
Las áreas naturales protegidas de los países, juegan un rol importante en la protección de flora y fauna, en ellas se albergan hábitats de cuyo equilibrio y preservación dependen la existencia, transformación y desarrollo de las especies de flora y fauna silvestres. Permiten la realización de actividades relacionadas con la preservación, repoblación, propagación, aclimatación, refugio, investigación de especies, así como las actividades relativas a educación.
En 2010, en Nagoya, Japón, líderes de más de 190 países establecieron, entre otras, metas para reducir a la mitad la pérdida de hábitats naturales y aumentar la superficie de la tierra del mundo ocupada por reservas naturales al 17% para 2020. Sin embargo, las evaluaciones recientes de la Plataforma Intergubernamental Científico-normativa sobre Diversidad Biológica y Servicios de los Ecosistemas (IPBES) concluyeron que las tasas de extinción de especies son actualmente de diez a cientos de veces más altas que los promedios históricos, es decir, las tasas de extinción son las más altas de la historia. No obstante, Volkan Bozkır, presidente de la Asamblea General de las Naciones Unidas, comentó que desde 1993 se han logrado salvar más de 40 especies animales a través de acciones locales, nacionales e internacionales donde se incluyeron la protección del hábitat, la reintroducción de especies, la protección legal, entre otros esfuerzos.

## Desaparición de la biodiversidad
El actuar de los individuos influye en la desaparición de la biodiversidad, el ser humano tiene la creencia de que la naturaleza esta bajo su servicio total, siendo él, el centro de decisiones sobre que se hará con ella, además ignorado que el humano depende de la naturaleza para subsistir y el equilibrio de los ecosistemas son fundamentales para satisfacer las necesidades humanas.
Simultáneamente un factor de desaparición natural es la explotación demográfica del hombre, tanto el uso irracional de los recursos naturales causando una acelerada desaparición de ecosistemas. Por ello biólogos afirman que si sigue la disminución la mitad de especies pueden desaparecer en 2050. Esta desaparición de la biodiversidad se genera por las prácticas humanas y acontecimientos naturales, los cuales desencadenan un efecto perjudicial sobre el estado y utilización de cualquier componente Biota.
La desaparición de la biodiversidad  debido a las actividades humanas tiene una clasificación compuesta por tres niveles: ecosistemas, especies y genes.
- El primer nivel se deriva de procesos naturales y la actividad humana que está compuesto por: el Cambio climático, Cambio global, Erosión hídrica, Contaminación, Fragmentación de hábitat, disminución de especies, destrucción vegetal, utilización de tecnologías inadecuadas y los efectos acumulativos de los ya mencionados .
- El segundo nivel se compone por la actividad humana y está compuesto por la caza, el comercio ilegal y el control de plagas.
- El último nivel se caracteriza por la modificación del hábitat y de la especie que se encuentra en ella, este está compuesto por: la introducción de especies exóticas, pérdida de germoplasma, especies modificadas, biotecnología.[6]